# Scoutball
El scoutball (bola d'escoltes) és un esport poc conegut amb uns forts lligams a l'escoltisme. Es basa en un principi molt semblant al rugbi o al futbol americà: s'ha de portar una pilota d'una banda del camp a la banda contrària. En el camp només hi poden haver set jugadors de cada equip, i han de portar roba diferenciada de l'equip contrari. Es permeten qualsevol tipus de passada, endavant, al costat o enrere. Depenent de cada agrupació escolta a Catalunya la pilota pot ser ovalada com la de rugbi o rodona com la d'handbol o la de futbol. El camp és rectangular d'uns 20 metres de llargada i uns 10 d'amplada. El punt de marca pot ser una àrea rectangular adossada als 20 metres o una rodona a cada banda del camp. Els punts es compten d'un en un i no hi ha cap variació. Quan la pilota surt fora els serveis de banda és per a l'equip contrari. En el Scoutball, el contacte és permès però sempre de manera respectuosa i segura, per exemple placant. Les maneres de recuperar la pilota i robar-la a l'equip contrari són tres:
1. Interceptar una passada mentre és a l'aire
2. Arrencar-li el foulard de la cintura. Cada jugador haurà de portar un fulard posat a la cintura, això serveix perquè quan tingui la pilota i un jugador de l'equip contrari li estiri el fulard l'equip contrari recupera el control de la pilota traient des del punt on s'ha efectuat l'acció. El fulard ha d'estar prou lliure per poder arrencar-lo fàcilment i suficientment agafat perquè no caigui. Un cop posat el fulard des del cul passant entre les cames ha de poder tocar el melic; si no, no és legal.
3. També és possible jugar amb normes bàsiques: placar (màxim dues persones), llançar en qualsevol direcció i intercepció del pas de la pilota.

La manera correcta de placar és col·locant l'esquena recta, traient pit i ajupint-se. En aquella posició llançar-se cap al jugador, xocar amb l'espatlla al seu maluc i estirar la cama per desestabilitzar-lo.
Hi ha algunes variants en el joc per persones amb discapacitats físiques.